# Cardiopharynx schoutedeni
Рід Cardiopharynx є монотиповим і складається з єдиного виду риб родини цихлові  — Cardiopharynx schoutedeni Poll 1942 